# Malenchus andrassyi
Malenchus andrassyi är en rundmaskart. Malenchus andrassyi ingår i släktet Malenchus, och familjen Tylenchidae. Arten är reproducerande i Sverige.